# 5135 Nibutani
5135 Nibutani eller 1990 UE är en asteroid i huvudbältet som upptäcktes den 16 oktober 1990 av de båda japanska astronomerna Seiji Ueda och Hiroshi Kaneda i Kushiro. Den är uppkallad efter Nibutani i japan.
Asteroiden har en diameter på ungefär 4 kilometer.